# Urocitellus
Az Urocitellus az emlősök (Mammalia) osztályának a rágcsálók (Rodentia) rendjébe, ezen belül a mókusfélék (Sciuridae) családjába tartozó nem.

## Rendszertani eltérés
A legújabb DNS vizsgálatok alapján, a korábban alnemként kezelt taxonokat nemi rangra emelték. Tehát az Urocitellus alnem tagjai manapság többé nem tartoznak az ürge (Spermophilus) nembe.

## Rendszerezés
A nembe az alábbi 12 faj tartozik:
- Uinta ürge (Urocitellus armatus) Kennicott, 1863; régebben: Spermophilus armatus – nem fenyegetett.
- Belding-ürge (Urocitellus beldingi) Merriam, 1888; régebben: Spermophilus beldingi – nem fenyegetett.
- Idahói ürge (Urocitellus brunneus) A.H. Howell, 1928; régebben: Spermophilus brunneus – végveszélyben.
- Merriam-ürge (Urocitellus canus) Merriam, 1898; régebben: Spermophilus canus – nem fenyegetett.
- Kanadai ürge (Urocitellus columbianus) Ord, 1815; régebben: Spermophilus columbianus – nem fenyegetett.
- Wyomingi ürge (Urocitellus elegans) Kennicott, 1863; régebben: Spermophilus elegans – nem fenyegetett.
- Piute-ürge (Urocitellus mollis) Kennicott, 1863; régebben: Spermophilus mollis – nem fenyegetett.
- Sarki ürge (Urocitellus parryii) Richardson, 1825; régebben: Spermophilus parryii – nem fenyegetett.
- Richardson-ürge (Urocitellus richardsonii) Sabine, 1822; régebben: Spermophilus richardsonii – nem fenyegetett.
- Townsend-ürge (Urocitellus townsendii) Bachman, 1839; régebben: Spermophilus townsendii
- Rőt ürge (Urocitellus undulatus) Pallas, 1778; régebben: Citellus rufescens Keys.-Bl., vagy Spermophilus undulatus – nem fenyegetett.
- Washingtoni ürge (Urocitellus washingtoni) A.H. Howell, 1938; régebben: Spermophilus washingtoni – veszélyeztetett, sebezhető.